# Ptolemeiska dynastin

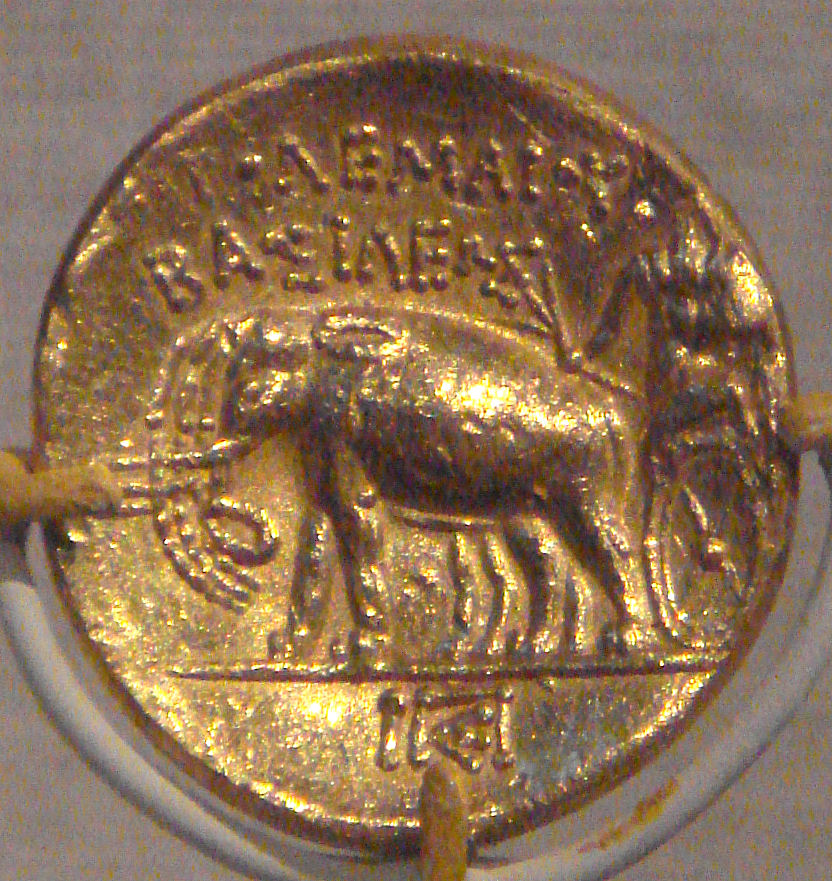
Guldstater med Ptolemaios I Soter grundaren av det hellenistiska ptolemaiska riket i Egypten. Grekiska: ΠTOΛEMAIOY ΒΑΣΙΛΕΩΣ (Ptolemaios Kung)

Ptolemeiska dynastin grundades och uppkallades efter Ptolemaios I Soter som var från Ptolemaida i antikens Makedonien i norra Grekland. Ptolemaios I Soter och hans ättlingar härskade över det hellenistiska ptolemeiska riket i Egypten från år 305 f.Kr. till 30 f.Kr..
Ptolemaios, en av Alexander den stores diadocher, blev utnämnd till satrap i Egypten efter Alexanders död 323 f.Kr. År 305 f.Kr. utropade han sig själv till kung Ptolemaios I, senare känd som "Soter" (det grekiska ordet för räddaren). Egyptierna accepterade snart ptoleméerna som efterföljare till faraonerna av Egypten. Ptolemaios familj härskade över Egypten till den romerska erövringen 30 f.Kr.. De så kallade syriska krigen utspelades under en omkring hundraårig period mellan Seleukiderriket och det ptolemeiska riket.
Historien om ptolemeiska dynastin är svår att följa då alla de manliga härskarna tog namnet Ptolemaios och för att många av dem gifte sig med sina systrar, vilka tog namnet Kleopatra, Arsinoe eller Berenike. I den ptolemeiska dynastin var drottningarna utnämnda medhärskare och den mest berömda medlemmen av denna linje var den sista ptoleméerdrottningen Kleopatra VII känd för sin roll i den romerska politiska striden mellan Julius Caesar och Pompejus och senare mellan Octavianus och Marcus Antonius.
| Regent                                 | Årtal                | Samregent |
| -------------------------------------- | -------------------- | --- |
| Ptolemaios I Soter                     | 305–285 f.Kr.        | härskade med Eurydike, och Berenike I                                                                                |
| Berenike I                             | ?-285 f.Kr.          | härskade med Ptolemaios I Soter                                                                                      |
| Ptolemaios II Filadelfos               | 284–246 f.Kr.        | härskade med Arsinoe I, och Arsinoe II Filadelfos, härskade tillsammans med Ptolemaios II Filadelfos (267–259 f.Kr.) |
| Arsinoe I,                             | 284/81-ca. 274 f.Kr. | härskade med Ptolemaios II Filadelfos                                                                                |
| Arsinoe II                             | 277-270 f.Kr.        | härskade med Ptolemaios II Filadelfos                                                                                |
| Ptolemaios III Euergetes I             | 246–222 f.Kr.        | härskade med Berenike II                                                                                             |
| Berenike II                            | 244/3-222 f.Kr.      | härskade med Ptolemaios III Euergetes I                                                                              |
| Ptolemaios IV Filopator                | 222–204 f.Kr.        | härskade med Arsinoe III                                                                                             |
| Arsinoe III                            | 220-204 f.Kr.        | härskade med Ptolemaios IV Filopator                                                                                 |
| Ptolemaios V Epifanes                  | 204–180 f.Kr.        | härskade med Kleopatra I                                                                                             |
| Kleopatra I                            | 193-176 f.Kr.        | härskade med Ptolemaios V Epifanes och sin son Ptolemaios VI Filometor                                               |
| Ptolemaios VI Filometor                | 180–164 f.Kr.        | härskade med Kleopatra II samregerade med sin mor Kleopatra I till och med 176 f.Kr..                                |
| Kleopatra II                           | 173-164 f.Kr.        | härskade med Ptolemaios VI Filometor                                                                                 |
| Ptolemaios VIII Euergetes II (Fyskon)  | 171–163 f.Kr.        | härskade med Kleopatra II och Kleopatra III                                                                          |
| Ptolemaios VI Filometor                | 162–145 f.Kr.        | härskade med Kleopatra II samregerade med sin mor Kleopatra I till och med 176 f.Kr..                                |
| Kleopatra II                           | 163-127 f.Kr.        | härskade med Filometora Soteira, i opposition till Ptolemaios VIII                                                   |
| Ptolemaios VII Neos Filopator          | 144-145 f.Kr.        | Oklar identitet härskade förmodligen aldrig                                                                          |
| Ptolemaios VIII Euergetes II (Fyskon)  | 145-131 f.Kr.        | härskade med Kleopatra II och Kleopatra III                                                                          |
| Kleopatra III                          | 142-131 f.Kr.        | härskade med Ptolemaios VIII                                                                                         |
| Ptolemaios Memphitis                   | 131 f.Kr.            | - |
| Ptolemaios VIII Euergetes II           | 127–116 f.Kr.        | härskade med Kleopatra II och Kleopatra III                                                                          |
| Kleopatra III                          | 127-107 f.Kr.        | härskade med Ptolemaios VIII                                                                                         |
| Kleopatra II                           | 124-116 f.Kr.        | härskade med Filometora Soteira, i opposition till Ptolemaios VIII                                                   |
| Ptolemaios IX Filometor Soter II       | 116–110 f.Kr.        | härskade med Kleopatra IV och Kleopatra Selene I, härskade tillsammans med Kleopatra III i hans första styre         |
| Kleopatra IV                           | 116-115 f.Kr.        | härskade med Ptolemaios IX                                                                                           |
| Ptolemaios X Alexander I               | 110–109 f.Kr.        | härskade med Kleopatra Selene I så Berenike III, härskade tillsammans med Kleopatra III till 101 f.Kr.               |
| Ptolemaios IX Filometor Soter II       | 109–107 f.Kr.        | härskade med Kleopatra IV och Kleopatra Selene I, härskade tillsammans med Kleopatra III i hans första styre         |
| Ptolemaios XI Alexander II             | 107–88 f.Kr.         | härskade med Berenike III och sedan ensamt, totalt i ca 19 dagar                                                     |
| Ptolemaios IX Filometor Soter II       | 88–81 f.Kr.          | härskade med Kleopatra IV och Kleopatra Selene I, härskade tillsammans med Kleopatra III i hans första styre         |
| Berenike III                           | 81-80 f.Kr.          | härskade med Ptolemaios XI Alexander II                                                                              |
| Ptolemaios XI Alexander II             | 80 f.Kr.             | härskade med Berenike III och ensam i 18/19 dager                                                                    |
| Ptolemaios XII Neos Dionysos (Auletes) | 80–58 f.Kr.          | härskade med Kleopatra V och eventuellt en till                                                                      |
| Kleopatra V Tryfaena                   | ?-57 f.Kr.           | härskade med Ptolemaios XII, Ptolemaios XII härskade tillsammans med Berenike IV Epifaneia (58–55 f.Kr.)             |
| Kleopatra VI                           | ?-58 f.Kr.           | regerade aldrig. Gifte sig med Antiokos VIII Grypus, kung av Syrien 124 f.Kr.                                        |
| Berenike IV                            | 58–55 f.Kr.          | härskade med Ptolemaios IX och Kleopatra V                                                                           |
| Ptolemaios XII                         | 55–51 f.Kr.          | härskade med Kleopatra V och eventuellt en till                                                                      |
| Kleopatra VII Filopator                | 51–30 f.Kr.          | tillsammans med Ptolemaios XIII                                                                                      |
| Ptolemaios XIII                        | 51–47 f.Kr.          | tillsammans med Kleopatra VII Filopator                                                                              |
| Arsinoe IV                             | 48–47 f.Kr.          | i oppostition till Kleopatra VII Filopator                                                                           |
| Ptolemaios XIV                         | 47–44 f.Kr.          | tillsammans med Kleopatra VII Filopator                                                                              |
| Ptolemaios XV Caesarion                | 44–30 f.Kr.          | tillsammans med Kleopatra VII Filopator                                                                              |